# گالاوداهنا
گالاوداهنا (به لاتین: Galaudahena) یک منطقهٔ مسکونی در سری‌لانکا است که در استان مرکزی (سری‌لانکا) واقع شده‌است.